# Беляев, Владимир Михайлович
Владимир Михайлович Беляев (род. 18 марта 1965, Тирасполь, Молдавская ССР, СССР) — государственный деятель Приднестровской Молдавской Республики. Министр информации и телекоммуникаций Приднестровской Молдавской Республики с 11 января 2002 по 30 декабря 2011.

## Биография
Родился 18 марта 1965 в Тирасполе. По национальности — русский. 

### Образование
В 1987 окончил Одесский электротехнический институт связи.
В 1997 окончил Военную академию связи имени С. М. Будённого.

### Трудовая деятельность
С 1987 по 1988 — работал в Министерстве связи СССР.
С 1988 по 1998 — проходил службу в Вооружённых силах СССР, затем в Вооружённых силах России.
С 1998 по 1999 — работал в Республиканском Управлении связи Приднестровской Молдавской Республики.
С 2000 по 2002 — первый заместитель министра информации и телекоммуникаций Приднестровской Молдавской Республики.
С 11 января 2002 по 30 декабря 2011 — министр информации и телекоммуникаций Приднестровской Молдавской Республики. Переназначался на должность министра 15 января 2007. Подал в отставку 30 декабря 2011 в связи с избранием нового президента Приднестровской Молдавской Республики Евгения Шевчука.
С 21 марта 2017 — заместитель начальника Государственной службы связи Приднестровской Молдавской Республики.

## Награды
- Орден «Трудовая слава»
- Две медали «За трудовую доблесть»
- Грамота Президента Приднестровской Молдавской Республики

## Семья
- Отец: Беляев Михаил Семенович (род. 1927)
- Мать: Беляева (Лукина) Анна Федоровна (род. 1926)
- Жена: ?
- Дочь: Беляева Татьяна Владимировна (род. 1993)